# Сокольники (Кировоградская область)
Сокольники (укр. Сокільники) — село, входит в Знаменскую городскую общину Кропивницкого района Кировоградской области Украины
Во время немецкой оккупации гражданская из Новоалександровки по имени Лукия Ефимовна Стаченко (1879-1973) готовила хлеб для знаменских партизан отряда Скирды. Мужчина по фамилии Красножон, староста Новоалександровки (родился в Станишине) забирал у Лукии хлеб и передавал партизанам, за что был сдан коллаборантами и расстрелян в поперечной балке за селом.
До 1970х годов село называлось Станышина, переименовано в Сокольники.
До 2020 года входило в Знаменский район
Население по переписи 2001 года составляло 43 человека. Почтовый индекс — 27452. Телефонный код — 5233. Занимает площадь 0,555 км². Код КОАТУУ — 3522285403.

## География
Сокольники находятся примерно в пяти километрах от посёлка Знаменка Вторая. Ближние сёла — Саблино, Владимировка. Возле села берёт своё начало речка Бешка.